# Ofir Mizrahi
Pour les articles homonymes, voir Mizrahi.
Ofir Mizrahi, né le 4 décembre 1993 à Kiryat-Motzkin, est un footballeur israélien. Il évolue au poste d'attaquant au FC Lugano, en prêt du Kiryat Shmona.

## Carrière

### En club
Ofir Mizrahi inscrit 10 buts en première division israélienne lors de la saison 2015-2016.
Il rejoint le club suisse du FC Lugano lors de l'été 2016.

### En équipe nationale
Ofir Mizrahi joue en équipe d'Israël espoirs.

## Statistiques
| Saison                | Club                  | Championnat           | Championnat | Championnat | Coupe nationale | Coupe nationale | Coupe de la Ligue | Coupe de la Ligue | Compétition(s) continentale(s) | Compétition(s) continentale(s) | Compétition(s) continentale(s) | Total | Total |
| Saison                | Club                  | Division              | M.          | B.          | M.              | B.              | M.                | B.                | Comp.                          | M.                             | B.                             | M.    | B.    |
| 2012-2013             | Kiryat Shmona         | Ligat Winner          | 15          | 2           | 0               | 0               | 2                 | 0                 | C3                             | 2                              | 0                              | 19    | 2     |
| 2013-2014             | Kiryat Shmona         | Ligat Winner          | 28          | 5           | 3               | 1               | 0                 | 0                 | -                              | -                              | -                              | 31    | 6     |
| 2014-2015             | Kiryat Shmona         | Ligat Winner          | 33          | 6           | 4               | 0               | 3                 | 1                 | C3                             | 2                              | 0                              | 42    | 7     |
| 2015-2016             | Kiryat Shmona         | Ligat Winner          | 32          | 10          | 1               | 0               | 7                 | 2                 | C3                             | 2                              | 0                              | 42    | 12    |
| 2016-2017             | FC Lugano (prêt)      | Super League          | 11          | 0           | 2               | 2               | -                 | -                 | -                              | -                              | -                              | 13    | 2     |
| Total sur la carrière | Total sur la carrière | Total sur la carrière | 119         | 23          | 10              | 3               | 12                | 3                 | -                              | 6                              | 0                              | 147   | 29    |

## Palmarès
Il remporte la coupe d'Israël en 2013-2014 avec le Kiryat Shmona.